# Taurometopa
Taurometopa är ett släkte av fjärilar. Taurometopa ingår i familjen Crambidae.
Kladogram enligt Catalogue of Life:
| Taurometopa | \| \| Taurometopa aryrostrota \| \| \| \| \| \| Taurometopa phoenicozona \| \| \| \| \| \| Taurometopa pyrometalla \| \| \| \| |
|             | \| \| Taurometopa aryrostrota \| \| \| \| \| \| Taurometopa phoenicozona \| \| \| \| \| \| Taurometopa pyrometalla \| \| \| \| |
|             | Taurometopa aryrostrota |
|             | |
|             | Taurometopa phoenicozona |
|             | |
|             | Taurometopa pyrometalla |
|             | |